# 山梨県道811号日向宿線
山梨県道811号日向宿線（やまなしけんどう811ごう ひなたじゅくせん）は、山梨県南巨摩郡南部町を起点・終点とする一般県道である。

## 概要

### 路線データ
- 起点：山梨県南巨摩郡南部町万沢日向（山梨県道807号宍原塩出線交点）
- 終点：山梨県南巨摩郡南部町万沢宿（山梨県道10号富士川身延線交点）

## 通過する自治体
- 山梨県南巨摩郡南部町

## 交差・接続する道路
- 山梨県道807号宍原塩出線（南部町万沢日向）
- 山梨県道10号富士川身延線（南部町万沢宿）

## 周辺
- 万沢郵便局